# Hiroshima (single)
Hiroshima is een Engelstalige single van de Belgische new beat-formatie Nux Nemo uit 1987.
Producer was Thomas De Quincey (Jo Bogaert). in november 1987 bereikte het nummer de BRT Top 30. Op de B-kant van de single stond het nummer Shanghai Market.  Beide nummers verschenen op het album China Town uit 1987.
Het lied is duidelijk geïnspireerd door de Duitse ‘Frankfurter Sound’ van Off en 16 Bit én de AB Sound die hij leerde kennen in de Carrera te Destelbergen. Kenmerkend voor het nummer zijn de zware bassen, het trage ritme, het gebruik van samples en etnische invloeden. Het nummer speelde een belangrijke rol in de ontwikkeling van de New Beat in België.